# Véronique Louwagie
Pour les articles homonymes, voir Goderis et Louwagie.
Véronique Louwagie, née Goderis le 20 mars 1961 à Buis-sur-Damville (Eure), est une femme politique française.
Membre des Républicains, elle est élue députée dans la 2e circonscription de l'Orne lors des élections législatives de 2012, réélue en 2017, en 2022 puis en 2024 lors des élections législatives anticipées. Elle siège au sein du groupe LR et est membre de la commission des Finances de l'Assemblée nationale depuis 2014 et vice-présidente de cette même commission depuis 2022.
Au niveau local, elle est aussi conseillère départementale de l'Orne de 2011 à 2014, puis à nouveau depuis 2021. Elle a été maire de L'Aigle de 2014 à 2017.
Le 23 décembre 2024, elle est nommée ministre déléguée chargée du Commerce, de l'Artisanat, des PME et de l'Économie sociale et solidaire dans le gouvernement Bayrou.

## Biographie

### Jeunesse et famille
Issue d'une famille d'agriculteurs, Véronique Goderis naît le 20 mars 1961 à Buis-sur-Damville, dans l'Eure.
Elle est mariée et mère de trois enfants.

### Carrière professionnelle et débuts en politique
Experte-comptable à L'Aigle depuis 1982, à la tête d'un cabinet de 45 collaborateurs, Véronique Louwagie adhère au RPR puis à l'UMP lors de sa création en 2002.
En 2010, elle est élue au conseil régional de Basse-Normandie, siégeant dans l'opposition, et à la commission des Finances. En 2011, elle est élue au conseil départemental de l'Orne dans le canton de l'Aigle-Ouest.
Elle devient secrétaire départementale de l'UMP en mai 2011.

### Mandats législatifs et poste au gouvernement

#### Mandats de député
Elle est élue au second tour de l'élection législative de 2012 dans la 2e circonscription de l'Orne, avec 60 % des suffrages, contre Souad El Manaa. Elle est nommée à la commission des Affaires sociales de l'Assemblée nationale. Elle intègre, par la suite, la commission des finances, de l'économie générale et du contrôle budgétaire de l'Assemblée nationale. Elle y rend notamment un rapport rendu public en juin 2016 sur la taxation des produits agroalimentaires où elle expose notamment l'utilité d'une taxation des sodas en fonction de leur composition en sucre .
Le 27 novembre 2012, elle adhère au groupe Rassemblement UMP présidé par François Fillon.
Elle est élue maire de L'Aigle en mars 2014. Également députée, elle démissionne de son mandat de maire en juillet 2017 à la suite de la loi de non-cumul des mandats.
Véronique Louwagie conserve au moins jusqu'en 2014 une activité professionnelle d'expert-comptable et de commissaire aux comptes.
Le 9 décembre 2014, Nicolas Sarkozy, élu président de l'UMP, la nomme secrétaire nationale de l'UMP chargée des nouveaux talents.
Elle soutient François Fillon pour la primaire présidentielle des Républicains de 2016. Elle est réélue lors des élections législatives de 2017, avec 54,73 % des voix.
Le 18 juillet 2017, la commission des finances la désigne comme rapporteur pour la Mission budgétaire Santé sur le projet de loi de finances pour 2018 ; elle travaille notamment sur le recours aux cabinets de conseil par le ministère de la Santé et des Solidarités. Après six mois de législature, elle est la cinquième députée la plus active selon le classement établi par Capital.
Elle parraine Laurent Wauquiez pour le congrès des Républicains de 2017, scrutin lors duquel est élu le président du parti.
Lors des élections législatives de 2022, elle est réélue députée de la 2e circonscription de l'Orne avec 60,80 % des suffrages, face au candidat du Rassemblement national (RN) Alexandre Morel.
À la suite de la dissolution de l'Assemblée nationale le 9 juin 2024, elle est à nouveau candidate aux législatives anticipées de 2024. Elle demande la démission d'Éric Ciotti après l'annonce par celui-ci d'une alliance avec le RN.
Se présentant comme « candidate de la droite républicaine indépendante et du centre », elle est réélue députée avec 54,43 % des voix face au candidat du RN Gérard Vienne.
Elle est la candidate du groupe LR et du camp présidentiel pour la présidence de la commission des Finances mais échoue finalement à se faire élire.

#### Ministre déléguée
Elle est nommée ministre déléguée chargée du Commerce, de l'Artisanat, des PME et de l'Économie sociale et solidaire le 23 décembre 2024,.

## Prises de position

### Finances
Véronique Louwagie est considérée comme la spécialiste des questions financières de son parti. Elle défend une orthodoxie budgétaire de droite, s'oppose aux hausses d’impôts et milite pour une baisse drastique des dépenses publiques.

### Travail
Opposante à la réforme des 35 heures en France, elle défend l'idée de « travailler plus pour gagner plus […] pour que le travail rapporte toujours plus que l’assistanat ». Elle est favorable à la réforme des retraites visant le report de l'âge de la retraite à 64 ans.

### Droits des couples de même sexe
En 2013, elle s'oppose à la loi du Mariage pour tous et propose en contrepartie une alliance civile pour les couples homosexuels et un référendum.

### Avortement
Le 21 janvier 2014, elle vote un amendement visant le déremboursement de l'IVG si la notion de détresse est supprimée dans la définition de l'IVG.

### Sexisme
En mai 2014, Véronique Louwagie s'offusque dans une question au gouvernement lors d'une séance à l'Assemblée nationale contre de prétendues modalités d'une journée de lutte contre le sexisme organisée par l'Académie de Nantes. Selon une rumeur, le rectorat aurait proposé aux lycéens garçons de venir habillés en jupe. Le rectorat dément la fausse information relayée par Le Figaro et indique qu'il ne s'agissait que d'une initiative potache des lycéens. Amusé par l'erreur de la parlementaire, l’éditorialiste Thomas Legrand lui décerne la palme satirique de « la question la plus idiote de la cinquième République. »,,.

### Cumul des mandats
En tant que députée-maire, elle s'oppose en 2017 à la loi sur le non cumul des mandats,.

### Limitation de vitesse
En février 2018, elle cosigne un courrier de parlementaires adressé au Premier ministre Édouard Philippe afin qu'il renonce à l'abaissement de la limitation de vitesse à 80 km/h .

### Aide médicale d'État
Elle défend en 2023 une résolution visant à durcir l'accès à l'aide médicale d'État et pointe les dépenses publiques liées à l'immigration.

### Analyse
Elle est réputée « Macron-compatible » durant la présidence d'Emmanuel Macron. Elle assume partager « dans les grandes lignes la politique économique mise en place depuis 2017 » mais plaide la fidélité à LR et regrette que « rien n’a été entrepris pour s’attaquer à la dérive budgétaire des comptes publics ». Mediapart indique qu'elle est a porte-drapeau de l’agriculture conventionnelle et une défenseuse de la méthanisation.

## Condamnation
Le 13 décembre 2022, le conseil de prud’hommes condamne Véronique Louwagie à verser la somme globale de 15 635,43 € (16 725,63 €2024) à son ancienne femme de ménage, dont 3 467,37 € (3 709,14 €2024) à titre d’indemnité légale de licenciement, 5 043,48 € (5 395,14 €2024) à titre de dommages et intérêts pour licenciement nul et 5 000 € (5 348,63 €2024) euros à titre de dommages et intérêts au titre du préjudice lié à la discrimination. Elle avait employé cette femme de ménage sans contrat de travail, sans durée de travail définie et sans planning déterminé, puis l'avait licenciée alors qu'elle était en arrêt de travail reconnue travailleuse handicapée, souffrant d'affections reconnues par la Sécurité sociale comme accident du travail et maladie professionnelle,. Selon le conseil, la démarche de l'élue pouvait s'apparenter « une tentative de se soustraire aux conséquences d’un possible licenciement pour inaptitude. Lequel implique de doubler l’indemnité de licenciement et de verser une indemnité de préavis »,.

## Pour approfondir